# Juskova Voľa
Juskova Voľa este o comună slovacă, aflată în districtul Vranov nad Topľou din regiunea Prešov. Localitatea se află la altitudinea de 273 m deasupra n.m., se întinde pe o suprafață de 18,13 km2 și în 2017 număra 307 locuitori.

## Istoric
Localitatea Juskova Voľa este atestată documentar din 1390.

## Demografie
| An:                | 1994 | 2004    | 2014   | 2024    |
| ------------------ | ---- | ------- | ------ | ------- |
| Număr de persoane: | 278  | 315     | 320    | 287     |
| Diferență:         |      | +13,30% | +1,58% | −10,31% |

| An:                | 2023 | 2024   |
| ------------------ | ---- | ------ |
| Număr de persoane: | 288  | 287    |
| Diferență:         |      | −0,34% |